# Lý Đức Quân
Lý Đức Quân (1930-1973), nguyên là một sĩ quan Bộ binh cao cấp của Quân lực Việt Nam Cộng hòa, cấp bậc Đại tá. Ông xuất thân từ những khóa đầu tiên ở trường Võ bị Quốc gia do Chính phủ Quốc gia Việt Nam mở ra tại Huế, sau đó dời về Nam Cao nguyên Trung phần kết hợp với trường Võ bị Liên quân của Quân đội Pháp để lại, nhằm mục đích đào tạo sĩ quan người Việt phục vụ cho Quân đội Liên hiệp Pháp. Sau khi ra trường ông đã đảm nhiệm từ chức vụ Trung đội trưởng cho đến chỉ huy cấp Trung đoàn. Năm 1973 ông tử trận, được truy thăng cấp Chuẩn tướng.

## Tiểu sử & Binh nghiệp
Ông sinh vào tháng 2 năm 1930 trong một gia đình có nguồn gốc dân tộc Nùng thiểu số tại Hải Ninh (nay là địa giới Thành phố Móng Cái, thuộc tỉnh Quảng Ninh). Năm 1950, ông tốt nghiệp Trung học chương trình Pháp tại Hải Phòng với văn bằng Tú tài bán phần (Part I).

### Quân đội Quốc gia Việt Nam
Giữa năm 1952, thi hành lệnh động viên, ông nhập ngũ vào Quân đội Quốc gia, thành phần trong Quân đội Liên hiệp Pháp, mang số quân: 50/300.430. Theo học khóa 8 Hoàng Thụy Đông tại trường Võ bị Liên quân Đà Lạt, khai giảng ngày 1 tháng 7 năm 1952. Ngày 28 tháng 6 năm 1953 mãn khóa tốt nghiệp với cấp bậc Thiếu úy hiện dịch. Ra trường ông được chọn về đơn vị Bộ binh, Tiểu đoàn Khinh quân Việt Nam với chức vụ Trung đội trưởng.

### Quân đội Việt Nam Cộng hòa
Cuối năm 1955, sau khi Quân đội Quốc gia đổi tên thành Quân đội Việt Nam Cộng hòa. Chuyển sang phục vụ cơ cấu mới ông được thăng cấp Trung úy giữ chức vụ Đại đội trưởng, Tiểu đoàn 2, Trung đoàn 7, Sư đoàn 5 Bộ binh. Đầu năm 1961, ông được thăng cấp Đại úy được cử giữ chức vụ Tiểu đoàn trưởng Tiểu đoàn 2, Trung đoàn 7.
Ngày Quốc khánh Đệ nhị Cộng hòa 1 tháng 11 năm 1965, ông được thăng cấp Thiếu tá và được chỉ định làm Trung đoàn phó Trung đoàn 7 thuộc Sư đoàn 5 Bộ binh. Tư lệnh Sư đoàn là Đại tá Phạm Quốc Thuần.
Ngày Quân lực 19 tháng 6 năm 1969, ông được thăng cấp Trung tá chuyển về Bộ tư lệnh Sư đoàn 5 giữ chức vụ Tham mưu phó kiêm Chiến tranh Chính trị, một năm sau ông được cử làm Tham mưu trưởng Sư đoàn. Tư lệnh Sư đoàn là Đại tá Nguyễn Văn Hiếu.
Ngày Quốc khánh 1 tháng 11 năm 1972, ông được thăng cấp Đại tá, trở lại đơn vị tác chiến giữ chức vụ Trung đoàn trưởng Trung đoàn 7 Bộ binh thuộc Sư đoàn 5. Tư lệnh Sư đoàn là Đại tá Lê Văn Hưng

## Tử trận
Nhận chỉ thị của Đại tá Tư lệnh Sư đoàn Trần Quốc Lịch, chiều ngày 25 tháng 5 năm 1973, ông bay trên trực thăng để điều động binh sĩ thuộc quyền phối hợp với đơn vị Biệt đông quân để tái chiếm Rạch Bắp, phía tây Quận lỵ Bến Cát, Bình Dương. Đang khi bay làm nhiệm vụ ông bị trúng đạn phòng không của đối phương. Ông tử trận ngay lúc đó, hưởng dương 43 tuổi.
Linh cữu được quàn tại tư gia ở Phúc Hải, Biên Hòa
Ông được truy thăng cấp bậc Chuẩn tướng và truy tặng Đệ Tam đẳng Bảo quốc Huân chương kèm Anh dũng Bội tinh với nhành Dương liễu.
Ngày 31 tháng 5, tang lễ được cử hành trọng thể theo lễ nghi Quân cách của một tướng lĩnh. An táng tại Nghĩa trang Quân đội Biên Hòa.

## Huy chương
-Huân chương Bảo quốc đệ tam đẳng (truy tặng).
-Anh dũng Bội tinh với nhành dương liễu (truy tặng).